# Daeyeon-dong
Daeyeon-dong (koreanska: 대연동) är en stadsdel i staden Busan, i den sydöstra delen av Sydkorea, 300 km sydost om huvudstaden Seoul. Den ligger i stadsdistriktet Nam-gu.

## Indelning
Administrativt är Daeyeon-dong indelat i:
| Namn    | Namn                | Yta km² | Invånare 31 dec 2018 |
| ------- | ------------------- | ------- | -------------------- |
| 대연1동 | Daeyeon 1(il)-dong  | 0,97    | 21 345               |
| 대연3동 | Daeyeon 3(sam)-dong | 3,84    | 35 711               |
| 대연4동 | Daeyeon 4(sa)-dong  | 1,00    | 12 781               |
| 대연5동 | Daeyeon 5(o)-dong   | 1,11    | 17 087               |
| 대연6동 | Daeyeon 6(yuk)-dong | 1,19    | 16 139               |